# Zbór Kościoła Adwentystów Dnia Siódmego w Gnieźnie
Zbór Kościoła Adwentystów Dnia Siódmego w Gnieźnie – zbór adwentystyczny w Gnieźnie, należący do okręgu wielkopolskiego diecezji zachodniej Kościoła Adwentystów Dnia Siódmego w RP.
Pastorem zboru jest kazn. Piotr Zawadzki, natomiast starszym zboru – Elżbieta Soj.